# مارهای دوسر
نام‌های رایج: مارهای دوسر
Micrelaps یک سرده از مارهای زهرآگین با نیش عقبی از خانواده دشنه‌ماران است. این سرده بومی آفریقا و خاورمیانه است. چهار گونه وجود دارد که معتبر هستند.
| سرده Micrelaps - پنج گونه |                |           |                    |                                                      |
| گونه                      | نویسنده آرایه  | زیرگونه * | نام رایج           | محدوده جغرافیایی                                     |
| M. bicoloratus            | استرنفلد، ۱۹۰۸ | مویری     | مار دوسر کنیایی    | کنیا                                                 |
| M. boettgeri              | بولنجر، ۱۸۹۶   | ————      | مار دوسر بوتگر     | سودان، سومالی، اتیوپی، کنیا، اوگاندا                 |
| M. muelleri               | بوتگر، ۱۸۸۰    | ————      | مار دوسر مولر      | اسرائیل، سوریه، اردن، لبنان                          |
| M. vaillanti              | (موکارد، ۱۸۸۸) | ————      | مار دوسر سومالیایی | اتیوپی، کنیا، سومالی، سودان شرقی، تانزانیا و اوگاندا |